# Blancmange
Blancmange es un grupo británico de música electrónica, fundada en 1979, muy similar a otros grupos de aquella época, tales como Depeche Mode, y que obtuvieron cierta fama en los años 80 con temas como Lose Your Love.

## Biografía
Blancmage se formó en Harrow, Londres (Reino Unido) a finales de 1979 por el vocalista Neil Arthur (nacido el 15 de junio de 1958, en Darwen, Lancashire (Reino Unido)) y por el instrumentalista Stephen Luscombe (nacido el 29 de octubre de 1954, en Hillingdon, Middlesex (Reino Unido)).

Este grupo publicó, primeramente, un EP al que titularon Irene and Mavis, muy próximo al sonido de Depeche Mode, y además, empezaron a actuar en diversos locales de música acompañados de otros grupos de renombre, lo que les permitiría firmar un contrato unos años después, en 1982, con la discográfica London Records.

Ese mismo año, 1982 sacaron el sencillo Feel Me y Living on the Ceiling, este último permitiéndoles entrar en el número 7 de la lista de éxitos inglesa y por tanto, acelerando el proceso de edición de su primer disco de estudio Happy Families.

Al año siguiente, editarían su segundo álbum de estudio Mange Tout que llegaría a colarse por encima del número 10 de la lista de éxitos inglesa.

Seguidamente, el grupo no obtendría muchos más éxitos, sacando su tercer álbum Believe You Me en 1987 y con el cual no llegarían a pasar del número 57 de la lista inglesa. Ese mismo año, se separarían.

El instrumentalista Stephen Luscombe publicaría un álbum en 1989 con fuertes influencias de música india y con la colaboración de diversos artistas, titulado The West India Company.

El vocalista Neil Arthur también publicaría su propio álbum en solitario, titulado Suitcase, en 1994.

2006 marca el regreso de Blancmange pero recién en 2011 volverían a editar otro álbum: Blanc Burn. En 2013 editan Happy Families Too...

## Discografía
- Happy Families (1982)
- Mange Tout (1983)
- Believe You Me (1987)
- Blanc Burn (2011)
- Happy Families Too... (2013)

## Curiosidades
- En la película El vuelo del navegante (1986), en la escena donde el joven protagonista está internado en una habitación de la NASA, podemos observar el videoclip Lose Your Love de este mismo grupo.
- Blancmange es una palabra anglosajona que en castellano significa "Manjar blanco".
- Datos: Q594199
- Multimedia: Blancmange (band) / Q594199